# Klee (éditeur)
Pour les articles homonymes, voir Klee.
Klee est un éditeur de jeux de société basé à Fürth en Allemagne. Fondé en 1884, il a risqué la faillite en 1997 et a été repris par le groupe Franckh-Kosmos.

## Quelques jeux édités
- Alles meins, 1998, Klaus Teuber, Peter Neugebauer, Wolfgang Lüdtke, Reiner Müller et Fritz Gruber
- Fröscheln, 1998, Rudi Hoffmann
- Kuddelmuddel, 2000, Grzegorz Rejchtman